# Masque (Album)
Masque (deutsch: Maske) ist das dritte Studioalbum der US-amerikanischen Progressive-Rockband Kansas. Es wurde im September 1975 veröffentlicht und 2001 remastert auf CD neu aufgelegt und 2014 erschien eine erneut remasterte Vinylversion.
Der Eröffnungstitel It Takes a Woman’s Love (To Make a Man) wurde für die Singleauskopplung neu abgemischt, fand jedoch keine Beachtung. Dieser Remix enthielt zusätzliche Gaststimmen und Segmente, die sich stark von der Albumversion unterscheiden.
Masque erreichte Platz 70  in den Billboard-Album-Charts und verkaufte sich in den Monaten nach seiner Veröffentlichung im September 1975 etwa 250.000 Mal. Im Zuge des großen Erfolges der beiden nachfolgenden Alben Leftoverture  von 1976  und Point of Know Return von 1977, die beide mit Platin ausgezeichnet wurden, erreichten auch Masque und die beiden vorangegangenen Alben Kansas von 1974 und  Song for America von 1975 ein neues kommerzielles Interesse. Masque wurde daraufhin im Dezember 1977 für mehr als 500.000 verkaufte Einheiten von der Recording Industry Association of America mit Gold ausgezeichnet.

## Albumdesign

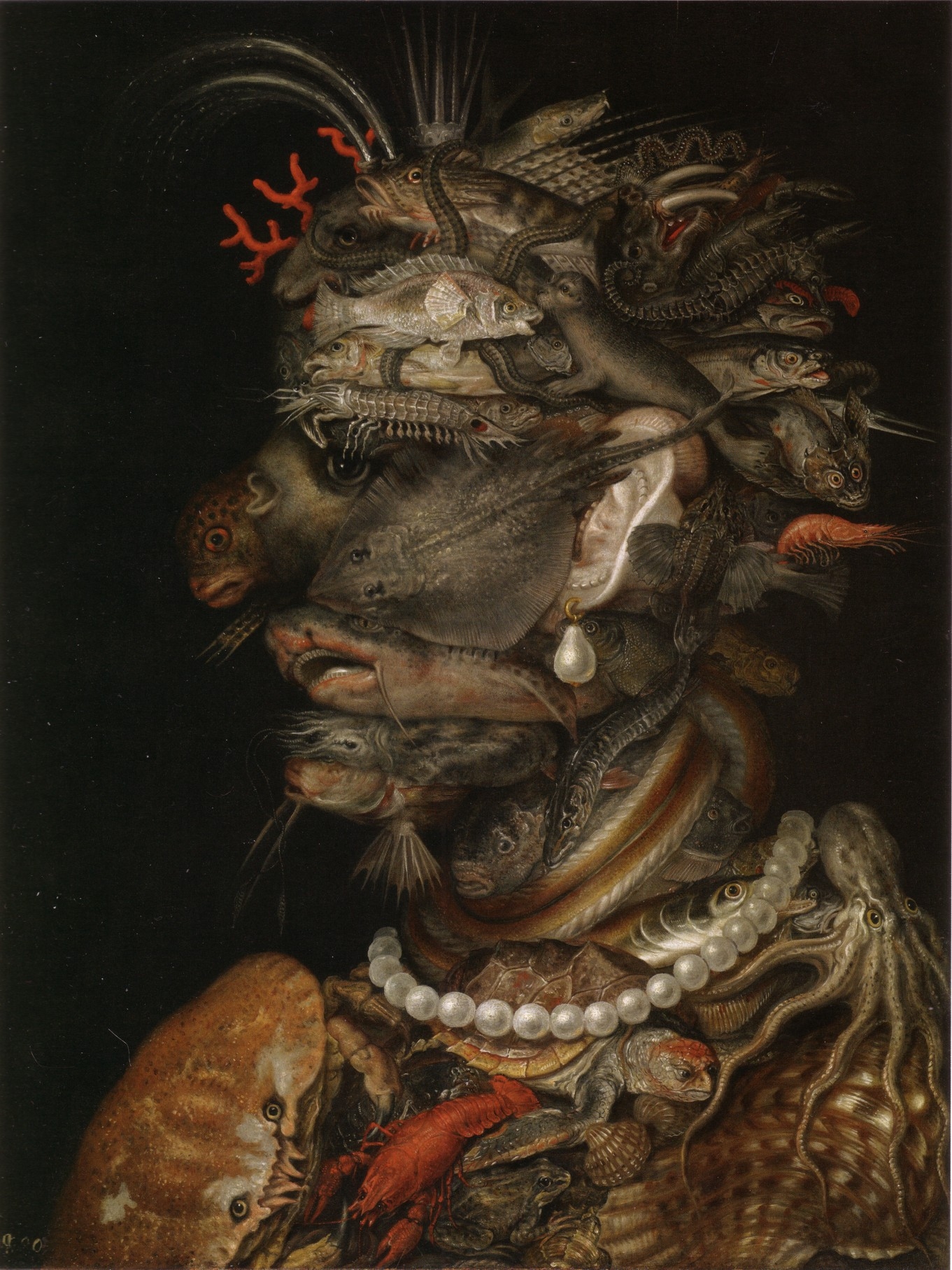
Das Wasser aus dem Zyklus Vier Elemente (Arcimboldo) von Giuseppe Arcimboldo (1566)

Die Frontseite des Albums wird von dem aus Meerestieren zusammengesetzten Porträt eines nach links blickenden Mannes im Profil dominiert. Das Original ist das Gemälde Das Wasser aus dem 1566 entstandenen Zyklus Vier Elemente von Giuseppe Arcimboldo, das im Kunsthistorischen Museum in Wien aufbewahrt wird.

## Titelliste

### Seite 1
1. It Takes a Woman’s Love (To Make a Man) – 3:08
2. Two Cents Worth – 3:08
3. Icarus - Borne on Wings of Steel – 6:03
4. All the World – 7:11

### Seite 2
1. Child of Innocence – 4:36
2. It’s You – 2:31
3. Mysteries and Mayhem – 4:18
4. The Pinnacle – 9:44

### Bonus-Titel 2001
1. Child of Innocence (Demoversion von der Aufnahmesession) – 5:04
2. It’s You (Demoversion von der Aufnahmesession) – 2:41

## Besetzung

### Band
- Steve Walsh – Orgel, Piano, Clavinet, Moog-Synthesizer, Congas, Gesang, Begleitgesang
- Kerry Livgren – Gitarre, Rhythmusgitarre, Akustische Gitarre, Piano, Clavinet, Moog- und ARP-Synthesizer
- Robby Steinhardt – Violine, Gitarre, Begleitgesang
- Rich Williams – Gitarre, Rhythmusgitarre
- Dave Hope – Bassgitarre
- Phil Ehart – Schlagzeug, Effektgeräte

### Gastmusiker
- Earl Lon Price – Saxophon bei  It Takes a Woman’s Love (To Make a Man)

### Produktion
- Jeff Glixman – Produktion,  Produktion der Remastered Edition
- Lee Peterzell -  Toningenieur
- Jimmy Stroud - Toningenieur
- Jeff Magid - Produktion der Remastered